# NGC 6304
NGC 6304 est un amas globulaire situé dans la constellation d'Ophiuchus à environ 19 570 a.l. (6,0 kpc) du Soleil et à 7 180 a.l. (2,2 kpc) du centre de la Voie lactée. Il a été découvert par l'astronome germano-britannique William Herschel en 1786.

## Caractéristiques
Selon la base de données Simbad, la vitesse radiale héliocentrique de cet amas est égale à −108,62 ± 0,39 km/s. William W. Harris indique une vitesse semblable, soit −107,3 ± 3,6 km/s. Selon Forbes et Bridges, sa métallicité est estimée à −0,66 [Fe/H] et son âge d'environ 13,57 milliards d'années.
Selon une étude publiée en 2011 par J. Boyles et ses collègues, la métallicité de l'amas globulaire NGC 6304 est égale à -0,45 et sa masse est égale à 217 000 {\displaystyle M_{\odot }}. Dans cette même étude, la distance de l'amas est estimée à environ 5,9 kpc (∼19 200 al). Quatre valeurs de la métallicité comprises entre -0,65 et -0,90 sont indiquées sur Simbad.
Une métallicité comprise entre -0,45 et -0,90 signifie que la concentration en fer de NGC 6304 est comprise entre 13 % et 35 % de celle du Soleil. Après le Big Bang, l'Univers étant surtout composé d'hydrogène et d'hélium, la métallicité était pratiquement nulle. L'Univers s'est progressivement enrichi en métaux (éléments plus lourds que l'hélium) grâce à la synthèse de ceux-ci dans le cœur des étoiles. La métallicité des amas du halo de la Voie lactée varie d'un centième à un dixième de la métallicité solaire, ce qui signifie que ces amas se décomposent en deux sous-groupes, les relativement jeunes et les vieux. Selon sa métallicité, NGC 6304 serait donc un vieil amas, âgé de 13,6 milliards d'années.

## Galerie

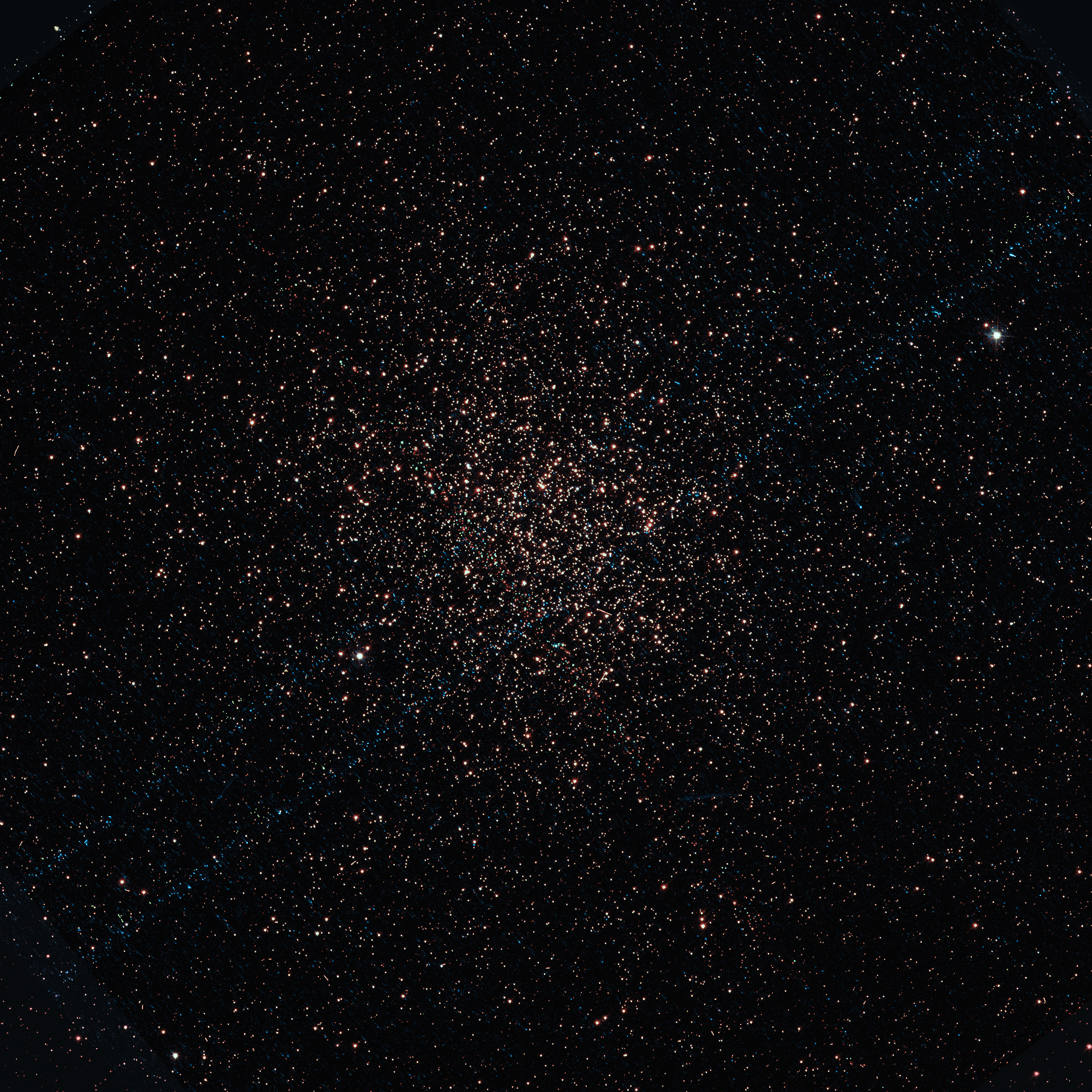
Autre image de NGC 6304 par le télescope spatial Hubble.
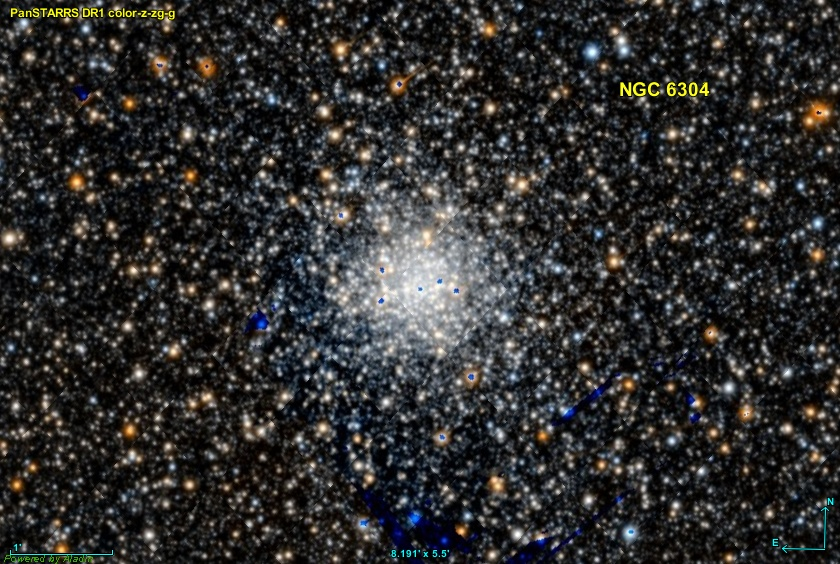
NGC 6304 en lumière visible par le relevé Pan-STARRS.
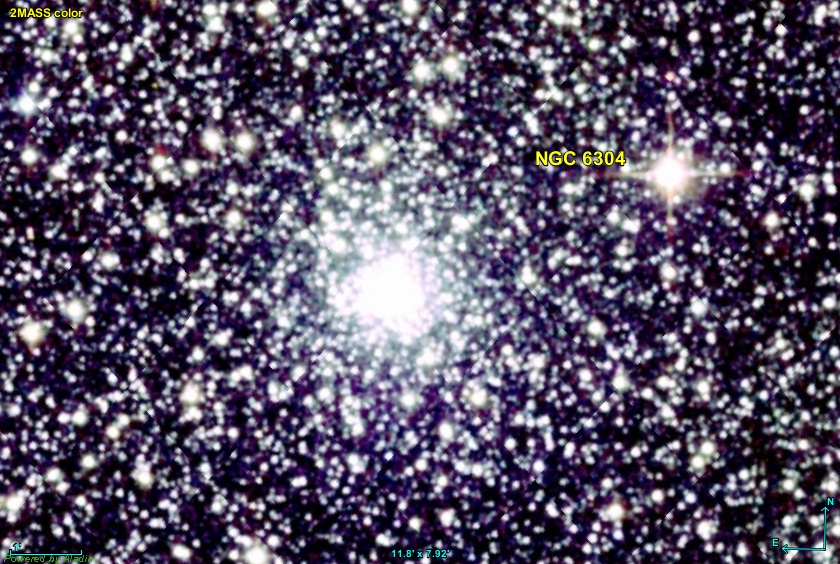
NGC 6304 en infrarouge par le relevé 2MASS.